# 散り行く花
『散り行く花』（ちりゆくはな、英語: Broken Blossoms）は、D・W・グリフィス監督による1919年公開のアメリカ合衆国のサイレント映画である。主演はリリアン・ギッシュ、リチャード・バーセルメス。

## 略歴・概要
トーマス・バークの短編小説集『ライムハウス夜景集』の一遍『中国人と子供』を映画化したものである。
ロンドン・ライムハウスを舞台に、15歳の少女ルーシー（リリアン・ギッシュ）と中国人青年チェン・ハン（リチャード・バーセルメス）の儚い恋を描く。
ユナイテッド・アーティスツ（UA）の第一回配給映画でもある。

## ストーリー
仏教を広めるため、中国からロンドンに渡った中国人青年チェン・ハンは、しかし厳しい現実に直面し、スラム街で店番をしながら阿片を吸うような生活を送っていた。同じスラム街で暮らす少女ルーシーは、ボクサーである父親バロウズから日常的に虐待を受けていた。ルーシーは笑うことを知らず、父親から笑顔を要求されると、指で唇の両端を持ち上げるほどであった。ある日、父親からひどく殴られたルーシーはチェンに助けられ、彼の部屋でつかの間の安らぎを得る。二人の間にはロマンティックな感情が芽生え始めるが、二人のことを聞いた父親は怒り、ルーシーは力ずくで連れ戻されてしまう。

## スタッフ
- 監督：D・W・グリフィス
- 原作：トーマス・バーグ
- 脚本：D・W・グリフィス
- 撮影：G・W・ビッツァー、K・ブラウン
- 特殊効果：ヘンドリック・サートフ

## キャスト
- ルーシー：リリアン・ギッシュ
- 中国人青年（イエロウ・マン）：リチャード・バーセルメス
- バトリング・バロウズ：ドナルド・クリスプ
- バロウズのマネージャー：アーサー・ハワード

## 製作
原作はトマス・パークの短編集『ライムハウスの夜』の一篇『The Chink and the Child』である。これを読んだダグラス・フェアバンクスとメアリー・ピックフォードが、映画にしたら傑作が出来るとD・W・グリフィスに勧めたのが実現のきっかけと言う。
グリフィス監督は少女役にリリアン・ギッシュを当てることとしたが彼女は強く反対した。原作で12歳の役を当時20歳になろうとしていたリリアン・ギッシュは年齢が違い過ぎて無理と思ったが。グリフィスは父親の残忍さに怯える少女役は難役なのだからと彼女を説得した。
東洋趣味には務めて忠実であろうとして、当時のハリウッドには珍しく中国の町のセットを作った。

## 現在
本作は2010年現在、著作権の保護期間の満了したパブリックドメインであり、インターネット・アーカイヴで全篇ダウンロードすることが可能である。

## 註
1. ↑  『映画史上ベスト200シリーズ・アメリカ映画200』、キネマ旬報社刊、1992年5月30日発行((7)ページ)
2. ↑  登川直樹『映画史上ベスト200シリーズ・アメリカ映画200』、キネマ旬報社刊、1992年5月30日発行(18-19ページ)
3. ↑  Broken Blossoms, インターネット・アーカイヴ、2010年1月30日閲覧。